# خوان أتكينز
خوان أتكينز (بالإنجليزية: Juan Atkins)‏ هو موسيقي ومنتج أسطوانات ودي جيه وملحن أمريكي، ولد في 12 سبتمبر 1962 في ديترويت في الولايات المتحدة.

## وصلات خارجية
- خوان أتكينز على موقع IMDb (الإنجليزية)
- خوان أتكينز على موقع ميوزك برينز (الإنجليزية)
- خوان أتكينز على موقع ميوزك برينز (الإنجليزية)
- خوان أتكينز على موقع ميوزك برينز (الإنجليزية)
- خوان أتكينز على موقع ميوزك برينز (الإنجليزية)
- خوان أتكينز على موقع أول ميوزيك (الإنجليزية)
- خوان أتكينز على موقع أول ميوزيك (الإنجليزية)
- خوان أتكينز على موقع أول ميوزيك (الإنجليزية)
- خوان أتكينز على موقع ديسكوغز (الإنجليزية)
- خوان أتكينز على موقع ديسكوغز (الإنجليزية)
- خوان أتكينز على موقع ديسكوغز (الإنجليزية)